# Vincent Queruau
Pour les articles homonymes, voir Queruau.
Vincent Queruau, sieur du Solier, licencié en droit et avocat, écrivain français.

## Biographie
Il est issu de la famille Queruau, une famille de notables Lavallois, originaire dit-on, de Sulniac près de Vannes.
Il est procureur des habitants de Laval pour une affaire particulière en 1605. Le sieur du Solier publia à Paris, chez François Huby, en 1611, Epitome ou brief recueil de l'histoire universelle, depuis la création du monde, selon l'ordre des temps jusques à l'an présent.
La deuxième édition a pour titre complet : Epitome ou brief recueil... (ut supra), par M. Vincent Queruau, advocat au siège de Laval ; seconde édition revue et augmentée de tout ce qui s'est passé depuis la première impresion jusques à maintenant (Paris, 1613 ). L'ouvrage est dédié à Mgr Guy de Laval, de la Trémouille, duc de Thouars 
Une troisième édition beaucoup plus développée a pour titre ; Tableau historial du monde depuis sa création jusqu'à l'an présent 5589 et l'an de nostre salut 1625 - le titre de départ porte 1623 - Il sort des presses de Pierre Loiselet, de Rennes, et n'a pas moins de 1162 pages, sans compter six feuillets liminaires et 30 pages pour la table.

## Source
« Vincent Queruau », dans Alphonse-Victor Angot et Ferdinand Gaugain, Dictionnaire historique, topographique et biographique de la Mayenne, Laval, A. Goupil, 1900-1910 [détail des éditions] (BNF 34106789, présentation en ligne), t. III, p. 373.